# Vollenhovia beyrichi
Vollenhovia beyrichi é uma espécie de formiga do gênero Vollenhovia, pertencente à subfamília Myrmicinae.